# نرغال
نرغال أو نرجال أو نرجل (بالسومريّة: 𒀭𒄊𒀕𒃲، بالعبريّة: נֵרְגַל بالآراميّة: ܢܹܪܓܵܐܠ باللاتينيّة: Nergel) إلهٌ كان يُعبَد في بلاد ما بين النهرين القديمة (أكّاد وآشور وبابل) وكان معبدُه الرئيس في كوثى عند تلّ إبراهيم. من أسمائه إرّا.
في التوراة إشارةٌ إلى نرجال بوصفه إله مدينة كوث (كوثى): «فَعَمِلَ أَهْلُ بَابِلَ سُكُّوثَ بَنُوثَ، وَأَهْلُ كُوثَ عَمِلُوا نَرْجَلَ، وَأَهْلُ حَمَاةَ عَمِلُوا أَشِيمَا» (سفر الملوك الثاني، 17:30). ووفقًا للتلموديّين فقد رُمز له بديك صغير، وتعني كلمة نرجال «الديك القميء»، مع أنّ التماثيل النظاميّة تصوّره أسدًا. وهو ابنُ إنليل ونينليل، هو ونانا ونينورنا.

## الصفات
يبدو أن نرجال إله شمسيّ من جهة، إذ يطابَق أحيانًا مع شمش، ولكنّه لا يمثّل إلا طورًا واحدًا من أطوار الشمس. صوّرته التراتيل والأساطير إلهًا للحرب والوباء، ويبدو أنه يمثّل الشمسَ ساعة الظهيرة وانقلاب الشمس في الصيف الذي يأتي بالدمار، إذ إن الصيف الحارّ هو موسم الموت في الدورة السنويّة في بلاد ما بين النهرين. يدعى أيضًا «ملك الغروب». مع الوقت تطوّر نرجال من إله حربٍ إلى إله العالم السفلي. في الأساطير حدث هذا عندما منحه إنليل وننليل العالم السفلي.
كان نرجال أيضًا الإله الذي يرأس العالم السفليّ، الذي يقف على رأس مجمعٍ خاصّ للآلهة مخصوصٍ لحكومة الموتى (كان يُفتَرض أنهم مجموعون في كهفٍ كبير يُعرَف بأرالو أو إركالا). ولمّا كان بهذه المنزلة، ارتبط بالإلهة اللات (ألّاتو) أو إريشكيجال، وإن كانت اللات ظهرت مرّة على أنها إلهة أرالو التي تحكمه بنفسها. في بعض النصوص أنّ نينازو هو ابن نرجال وألّاتو (أو إريشكيجال).
عادةً يُقرَن نرجال بزوجته لاز. تصوّر التماثيل النظاميّة نرجال أسدًا، وتصوّره المعالم الأثريّة الحدوديّة بصولجانٍ يعلو رأس أسد.
يظهر الجانب الناريّ لنرجال في أسماء أو كلمات مثل: لوغالغيرا، ولوغالباندا (نرجال وهو ديكٌ محارب)، وشارابو («الحارق»، وهي إشارة إلى طريقته في التعامل مع التعاليم البالية)، وإرا، وجيبيل (وإن كان هذا على الأصحّ لنوسكو) وسيبيتي (أي سبعة). يلتبس في الكتابة المسماريّة الأمر بين نينورتا (قاتل عسق وحامل الشرور، والشرور سلاح أسطوري وهو صولجان سحريّ) ونرجال. من صفات نرجال «الملك المغتاظ» و«الغاضب»، وأشباههما. إذا فكّكنا اسمه إلى ثلاثة عناصر ني أورو جال (نور أورو الجليل، وأورو هو إله المسكن العظيم)، فإنّ هذا يشرح مكانته على رأس مجمع آلهة العالم السفليّ.
في النظام النجمي اللاهوتي البابليّ المتأخّر ارتبط نرجال بكوكب المرّيخ. بدا نرجال الخيار الأمثل لربطه بالكوكب الأحمر، فهو إله الحرب والدمار، ويكافئه عند الإغريق إله الحرب أرِس (باللاتينية مارس) وهو اسم الكوكب اليوم -في اللغات الغربيّة-. في الفن الآشوري البابلي لاديني، يبدو أن العمالقة ذوي رؤوس الأسود حماة المعابد والقصور يرمزون إلى نرجال، وأن العمالثة ذوي رؤوس الثور يمثّلون نينورتا على الأرجح.
سُمّي معبد نِرجال الرئيس في كوثى مِسلَم، ولذا سُمّي هذا الإله مِسلمتيدا أو مسلمتيا،  «الصاعد من مسلم». لا شكّ أن اسم مسلمتيدا وُجِد في قائمة الآلهة في فارا أما اسم نرجال فلم يظهر إلا في الفترة الأكادية. عُرف نرجال بين الحوريين والحيثيّين باسم أبلو، وهو اسم مشتقّ من الأكاديّة أبَل إنليل (أبَل هي الحالة المبنيّة من أبلو) ويعني «ابن إنليل». عُبِد أبلو، وهو إله الطاعون، في «سنوات الطاعون»، في فترة حكم الملك الحيثي سابيليوليوما الأول عندما انتشر هذا الوباء قادمًا من مصر.
لا يبدو أن عبادة نرجال انتشرت بقدر انتشار عبادة نينورتا، ولكن في الفترة البابلية الأخيرة والفارسية الأولى، يبدو أن التوفيق بين المعتقدات أدمجَ إلهين معًا، صارا يُعبَدان كأنهما إله واحد. ابتهل لنرجال ملوك بابل وآشور بالتراتيل والنذور والنقوش، ولكننا لا نعلم له إلا قليلا من المعابد خارج كوثى. تكلّم الملك الآشوري سنحاريب عن معبد بين في تربيسو شمال العاصمة الآشوريّة نينوى، ولكن الأهمّ أن الملك نبوخذ نصر الثاني (606–586 قبل الميلاد) وهو باني المعبد العظيم للتوحيد البابلي الجديد، لم يشر إلى معبدٍ لنرجال في كوثى عندما كان يتكلم عن عمليّاته فيها. كان نرجالُ إله الموتى، وارتبط بمسكنه الأصلي في كوثى، وهو ما جعله إلهًا مخيفًا أكثرَ منه معبودًا.

## الأساطير

### غضب إرا
في هذه الأسطورة كان نرجال مالًّا وضجِرًا. وحتّى ينشّط نفسه قرّر أن يهاجم بابل. ولكنّ بابل كانت تحت حماية مردوخ، وهو أقوى الآلهة. يسافر نرجال إلى بابل مدّعيًا أنّها زيارةٌ ودّيّة. وادّعى أنه مصدومٌ من منظر لباس مردوخ، فأقنعه أن يذهب ليغيّر ثيابه خارج المدينة. وما إن غادر مردوخ بابل، حتّى هاجمها إرّا. ذُبحَ الناس في الشوارع. ثمّ يُشفى غليل إرا فيوقف الهجوم ويتنبّأ بقائدٍ عظيمٍ سوف يحمي الناس.

### نرجال وإريشكيجال
في هذه الأسطورة، أولَم الآلهة وليمةً دعَوا إليها كل الآلهة. ولكن إريشكيجال لم تستطع أن تغادر العالم السفلي. لذا أرسلت ابنها نامتار نائبًا عنها ليشارك في الوليمة. عندما وصل نامتار، وقف الآلهة احترامًا له إلا إرا فإنه لم يقف. شعر نامتار بالإهانة، فذهب إلى أمّه وأخبرها. قال إنكي والآلهة لنرجال أن يذهب إلى العالم السفلي. أخذ نرجال معه 14 شيطانًا. عندما وصل نرجال، كان عند حارس البوّابة نيتي أوامر من إريشكيجال أن يسمح له بعبور البوّابات السبع، وألا يدخلَه غرفة العرش حتّى يجرّده من كلّ شيء، حتّى يُقتَل فيها. ولكنّ نرجال أوقف على كل بوابةٍ شيطانين. عندما دخل غرفة العرش أسقطَ نامتار أرضًا وأوقعَ أمّه إريشكيجال. وحين أوشك أن يقتلها بفأسه، جعلت تترجّاه من أجل حياتها، وتعده أنها ستكون زوجته وتشاركه قوّتها. وافق نرجال. ولكن على نرجال أن يترك العالم السفلي ستّة أشهر، لذا أعادت إليه إريشكيجال شياطينه وسمحت له أن يتجوّل في العالم العلويّ في تلك الفترة التي عاد إليها بعدها. تظهر هذه الأسطورة أن للحرب مواسم تكونُ فيها.

## دور العبادة
أهمّ دور عبادة نرجال في كوثى، وكان بالإضافة إلى هذا يرعى مشكن شبير. ووجدتْ معابدُ أخرى له في دلبات وإيسن ولارسا ونفر وأور وأوروك (الوركاء).

## أزمنة عبادته الموثّقة
تعود أقدم الأدلة على عبادة نرجال بتسميته مسلمتي في كوثى، في قوائم الآلهة في تل فارا وأبو صلابيخ. ظهر اسم نرجال أول مرة في فترة أور الثالثة (القرن الثاني والعشرين إلى الواحد والعشرين قبل الميلاد). في الألفية الثانية، شارك نرجال إريشكيجال في سياسة العالم السفلي. في الفترة الآشورية الجديدة، وجدت أدلّة على أنّ نرجال كان شخصيّة هامّة في الدين الآشوري الرسمي.

## في علم الشياطين
صنّف الكتّاب المسيحيون نرجال على أنه شيطان، وجعله بعضهم الشيطان نفسه، لأنه كان إله النار والصحراء والعالم السفلي، وإلهًا وثنيًّا قديمًا. وفقًا لكولن دو بلانسي وجوهان وير، فقد كان نرجال رئيس «الشرطة السرّيّة» للجحيم، وكان يعمل «جاسوسًا فخريًّا لخدمة بعلزبول رئيس الشياطين».